# House of Anubis
House of Anubis är en amerikansk-brittisk såpopera för barn som ursprungligen sändes på Nickelodeon i engelsktalande länder från 2011 till 2013. Serien är baserad på den nederländsk-belgiska serien Huset Anubis och handlar om ett gäng ungdomar på en internatskola i England som upptäcker hemligheter om skolan. Vid seriens premiär för de första två avsnitten hade serien i snitt 2,9 miljoner tittare.

## Medverkande
- Nina Martin - Nathalia Ramos
- Fabian Rutter - Brad Kavanagh
- Patricia Williamson- Jade Ramsey
- Amber Millington - Ana Mulvoy-Ten
- Mick Campbell - Bobby Lockwood